# David Snell
Pour les articles homonymes, voir Snell.
David Snell, né le 10 septembre 1897 à Milwaukee (Wisconsin) et mort le 27 mars 1967 à Los Angeles (Californie), est un compositeur américain de musiques de films.

## Biographie
Durant sa carrière, David Snell écrit des partitions pour environ deux-cents films américains entre 1932 et 1954 (parfois sans être crédité), dont des westerns, principalement au sein de la Metro-Goldwyn-Mayer.
Parmi ses films notables, mentionnons Femmes (1939), André Hardy va dans le monde (1940), Le Trésor de Tarzan (1941), Grand Central Murder (1942), L'introuvable rentre chez lui (1945), ou encore La Dame du lac (1947).

## Filmographie partielle
- 1932 : Faithless de Harry Beaumont
- 1933 : Après nous le déluge (Today we live) de Howard Hawks
- 1935 : Le Marquis de Saint-Évremont (A Tale of Two Cities) de Jack Conway
- 1937 : Secrets de famille (A Family Affair) de George B. Seitz
- 1937 : My Dear Miss Aldrich de George B. Seitz
- 1937 : La Treizième Chaise (The Thirteenth Chair) de George B. Seitz
- 1938 : Le Jeune docteur Kildare (Young Dr. Kildare) de Harold S. Bucquet
- 1938 : Un nimbe de gloire (Strange Glory) de Jacques Tourneur
- 1938 : L'amour frappe André Hardy (Love finds Andy Hardy) de George B. Seitz
- 1938 : Les Enfants du Juge Hardy (Judge Hardy's Children) de George B. Seitz
- 1938 : Les Aventures de Tom Sawyer (The Adventures of Tom Sawyer) de Norman Taurog
- 1939 : Dancing Co-Ed de S. Sylvan Simon
- 1939 : These Glamour Girls de S. Sylvan Simon
- 1939 : On demande le docteur Kildare (Calling Dr Kildare) de Harold S. Bucquet
- 1939 : Le Secret du docteur Kildare (The Secret of Dr Kildare) de Harold S. Bucquet
- 1939 : Tonnerre sur l'Atlantique (Thunder Afloat) de George B. Seitz
- 1939 : André Hardy millionnaire (The Hardys Ride High) de George B. Seitz
- 1939 : André Hardy s'enflamme (Andy Hardy gets Spring Fever) de W. S. Van Dyke
- 1939 : André Hardy détective (Judge Hardy and Son) de George B. Seitz
- 1939 : Femmes (The Women) de George Cukor
- 1939 : Henry Goes Arizona de Edwin L. Marin
- 1939 : Chantage (Blackmail), de H. C. Potter
- 1940 : Wyoming de Richard Thorpe
- 1940 : Gold Rush Maisie de Edwin L. Marin
- 1940 : André Hardy va dans le monde (Andy Hardy meets Debutante) de George B. Seitz
- 1940 : The Ghost Comes Home de Wilhelm Thiele
- 1940 : Twenty Mule Team de Richard Thorpe
- 1940 : L'Homme du Dakota (The Man from Dakota) de Leslie Fenton
- 1940 : Gallant Sons de George B. Seitz
- 1940 : L'Étrange Cas du docteur Kildare (Dr. Kildare's Strange Case) de Harold S. Bucquet
- 1941 : Billy the Kid le réfractaire (Billy the Kid) de David Miller
- 1941 : Folie douce (Love Crazy) de Jack Conway
- 1941 : L'Ombre de l'Introuvable (Shadow of the Thin Man) de W. S. Van Dyke
- 1941 : The Wild Man of Borneo de Robert B. Sinclair
- 1941 : Le Trésor de Tarzan (Tarzan's Secret Treasure) de Richard Thorpe
- 1941 : Unholy Partners de Mervyn LeRoy
- 1941 : Le Châtiment (The Penalty) de Harold S. Bucquet
- 1942 : The War Against Mrs. Hadley de Harold S. Bucquet
- 1942 : L'Assassin au gant de velours (Kid Glove Killer) de Fred Zinnemann
- 1942 : The Omaha Trail de Edward Buzzell
- 1942 : Grand Central Murder de S. Sylvan Simon
- 1942 : Quelque part en France (Reunion in France), de Jules Dassin
- 1942 : Les Aventures de Tarzan à New York (Tarzan's New York Adventure), de Richard Thorpe
- 1942 : Pacific Rendezvous de George Sidney
- 1942 : André Hardy fait sa cour (The Courtship of Andy Hardy) de George B. Seitz
- 1943 : The Youngest Profession de Edward Buzzell
- 1944 : André Hardy préfère les brunes (Andy Hardy's Blonde Trouble) de George B. Seitz
- 1944 : Gentle Annie de Andrew Marton
- 1944 : Barbary Coast Gent (en) de Roy Del Ruth
- 1944 : Rationing de Willis Goldbeck
- 1944 : See Here, Private Hargrove de Wesley Ruggles
- 1945 : Règlement de comptes (Keep your Powder Dry) de Edward Buzzell
- 1945 : Dangereuse Association (Dangerous Partners) de Edward L. Cahn
- 1945 : L'Impossible Amour (Between Two Women) de Willis Goldbeck
- 1945 : L'introuvable rentre chez lui (The Thin Man goes Home) de Richard Thorpe
- 1946 : L'Ange et le Bandit (Bad Bascomb), de S. Sylvan Simon
- 1946 : Peines de cœur (Love Laughs at Andy Hardy) de Willis Goldbeck
- 1946 : Le Vantard (Show-Off), de Harry Beaumont
- 1946 : The Cockeyed Miracle de S. Sylvan Simon
- 1947 : Le Maître de la prairie (The Sea of Grass) de Elia Kazan
- 1947 : The Mighty McGurk, de John Waters
- 1947 : Meurtre en musique (Song of the Thin Man) de Edward Buzzell
- 1947 : Mac Coy aux poings d'or (Killer McCoy) de Roy Rowland
- 1947 : La Dame du lac (Lady in the Lake) de Robert Montgomery
- 1948 : Mon héros (A Southern Yankee) de Edward Sedgwick
- 1948 : Alias a Gentleman de Harry Beaumont
- 1952 : L'Intrépide (Fearless Fagan) de Stanley Donen
- 1953 : Un homme change son destin (The Stratton Story) de Sam Wood
- 1953 : Le Mystère des bayous (Cry of the Hunted) de Joseph H. Lewis
- 1954 : Le Vol du diamant bleu (The Great Diamond Robbery) de Robert Z. Leonard